# Белякова, Оксана Ивановна
Окса́на Ива́новна Беляко́ва (в девичестве Железня́к; род. 9 сентября 1975) — российская легкоатлетка, специалистка по бегу на средние и длинные дистанции, кроссу и марафону. Выступала на профессиональном уровне в 1993—2013 годах, чемпионка Европы среди молодёжи, чемпионка России в беге на 5000 метров в помещении, победительница и призёрка первенств всероссийского значения, участница ряда крупных международных стартов. Представляла Москву и Оренбургскую область. Мастер спорта России международного класса. Тренер по бегу.

## Биография
Родилась 9 сентября 1975 года. Окончила Московское училище олимпийского резерва № 1 и Казанский государственный педагогический университет. Занималась лёгкой атлетикой под руководством заслуженного тренера России Геннадия Михайловича Суворова.
Впервые заявила о себе на международном уровне в сезоне 1993 года, когда вошла в состав российской сборной и выступила на чемпионате мира по кроссу в Аморебьета-Эчано, где в гонке юниорок закрыла двадцатку сильнейших. Также стартовала в беге на 3000 метров на юниорском европейском первенстве в Сан-Себастьяне, став в финале седьмой.
В 1994 году показала 36-й результат среди юниорок на кроссовом чемпионате мира в Будапеште, заняла десятое место в беге на 1500 метров на юниорском мировом первенстве в Лиссабоне.
В 1997 году на молодёжном европейском первенстве в Турку одержала победу в дисциплине 5000 метров и стала четвёртой в дисциплине 1500 метров.
В 1998 году выиграла бронзовую медаль в беге на 1500 метров на зимнем чемпионате России в Москве.
В 2000 году бежала 1500 и 3000 метров на чемпионате Европы в помещении в Генте.
В 2002 году в беге на 3000 метров взяла бронзу на зимнем чемпионате России в Волгограде, заняла 14-е место на чемпионате Европы в помещении в Вене. На чемпионате Европы по кроссу в Медулине заняла 25-е место в личном зачёте и вместе с соотечественницами стала победительницей женского командного зачёта.
В 2003 году в 3000-метровой дисциплине завоевала бронзовую награду на зимнем чемпионате России в Москве.
В октябре 2008 года с результатом 2:43:57 одержала победу на Московском международном марафоне мира.
В 2009 году выиграла серебряные медали в беге на 5000 метров на зимнем чемпионате России в Москве и в кроссе на 6 км на осеннем чемпионате России по кроссу в Оренбурге.
В 2010 году была второй на дистанциях 3000 и 5000 метров на зимнем чемпионате России в Москве (в дисциплине 5000 метров в связи с допинговой дисквалификацией Елизаветы Гречишниковой впоследствии поднялась в итоговом протоколе на первую позицию). Позднее также взяла бронзу на осеннем чемпионате России по кроссу в Оренбурге.
На зимнем чемпионате России 2011 года в Москве финишировала в беге на 5000 метров шестой.
Завершила спортивную карьеру по окончании сезона 2013 года.
За выдающиеся спортивные достижения удостоена почётного звания «Мастер спорта России международного класса».
После завершения спортивной карьеры работала частным тренером по бегу и ОФП в Москве, вместе с мужем Сергеем Беляковым основательница московского бегового клуба «Бегом!».